# چاکریسی
چاکریسی (به فرانسوی: Chacrise) یک کمون (فرانسه) در فرانسه است که در ان (ا-دو-فرانس) واقع شده‌است. چاکریسی ۱۲٫۷۴ کیلومتر مربع مساحت دارد ۸۵ متر بالاتر از سطح دریا واقع شده‌است.